# Mickey Hamill
Mickey Hamill (Belfast, 19 gennaio 1889 – 23 luglio 1943) è stato un calciatore irlandese, di ruolo centrocampista.

## Carriera
Dopo aver giocato in alcune società nordirlandesi, nel gennaio del 1911 viene prelevato dal Manchester United, che lo fa debuttare il 16 settembre 1911 contro il WBA (0-1). Un paio di settimane più tardi vince la Charity Shield contro lo Swindon Town (8-4), terminando la sua esperienza a Manchester con 60 presenze e 2 reti in tutte le competizioni: lascia la società, giocando in prestito per il Belfast Celtic e per il Celtic Glasgow fino al 1920, quando passa al Manchester City. In seguito gioca anche negli Stati Uniti d'America prima di ritornare in patria per chiudere la carriera nel 1930.
Debutta in Nazionale il 10 febbraio 1912, segnando l'unica rete dell'Irlanda Unita nell'1-6 subito contro l'Inghilterra.

## Palmarès

### Club

#### Competizioni nazionali
- IFA Premiership: 6

Belfast Celtic: 1914-1915, 1918-1919, 1919-1920, 1926-1927, 1927-1928, 1928-1929
- Irish Cup: 1

Belfast Celtic: 1917-1918
- Campionato scozzese: 1

Celtic: 1916-1917
- Charity Shield: 1

Manchester United: 1911